# أندرياس كيفر
أندرياس كيفر هو سياسي نمساوي، ولد في 6 أكتوبر 1957 في سالزبورغ في النمسا.